# Prisión de Lepoglava
La Prisión de Lepoglava o bien la Penitenciaria de Lepoglava (en croata: Kaznionica u Lepoglavi) Es la prisión más antigua de Croacia. Se encuentra ubicada en Lepoglava, una localidad del Condado de Varaždin. La Prisión de Lepoglava se formó en 1854 en un monasterio antes propiedad de los Padres Paulinos, que fue transformado por las autoridades en una penitenciaría (esta orden sería hasta 2001 para que una parte de su propiedad fuese devuelta al obispado). La prisión fue posteriormente utilizada por Austria-Hungría, el Reino de Yugoslavia, el Estado Independiente de Croacia y la Yugoslavia comunista, antes de su actual uso como el principal centro penitenciario en la República de Croacia.